# Bartłomieja Capitanio
Bartłomieja Capitanio, właśc. wł. Bartolomea Capitanio (ur. 13 stycznia 1807 w Lovere we Włoszech, zm. 26 lipca 1833 tamże) – tercjarka franciszkańska (OFS), współzałożycielka Zgromadzenia Sióstr Maryi Dziewicy (Suore di Maria Bambina) zwanego Córkami Miłości, święta Kościoła katolickiego.

## Życiorys
Bartłomieja Capitanio była najstarszą córką Modesto i Catherine Canossi Lovere. 
W 1825 otworzyła w swoim domu małą szkołę. W późniejszym czasie została kierowniczką miejscowego szpitala. Współpracowała ze św. Wincencją Gerosą, która po jej śmierci kontynuowała jej plany związane z nowym zgromadzeniem Sióstr Maryi Dziewicy (Córkami Miłości), mającym na celu edukację oraz opiekę nad chorymi. Zgromadzenie to zostało oficjalnie uznane w 1840 roku. Bartolomea Capitanio zmarła na gruźlicę w 1833 roku w Lovere.
Dniem jej wspomnienia liturgicznego jest dzienna pamiątka śmierci.
Została beatyfikowana w dniu 30 maja 1926 przez Piusa XI⁣, a ⁣kanonizowana przez Piusa XII w dniu 18 maja 1950 roku.